# Horst Körner (Maueropfer)

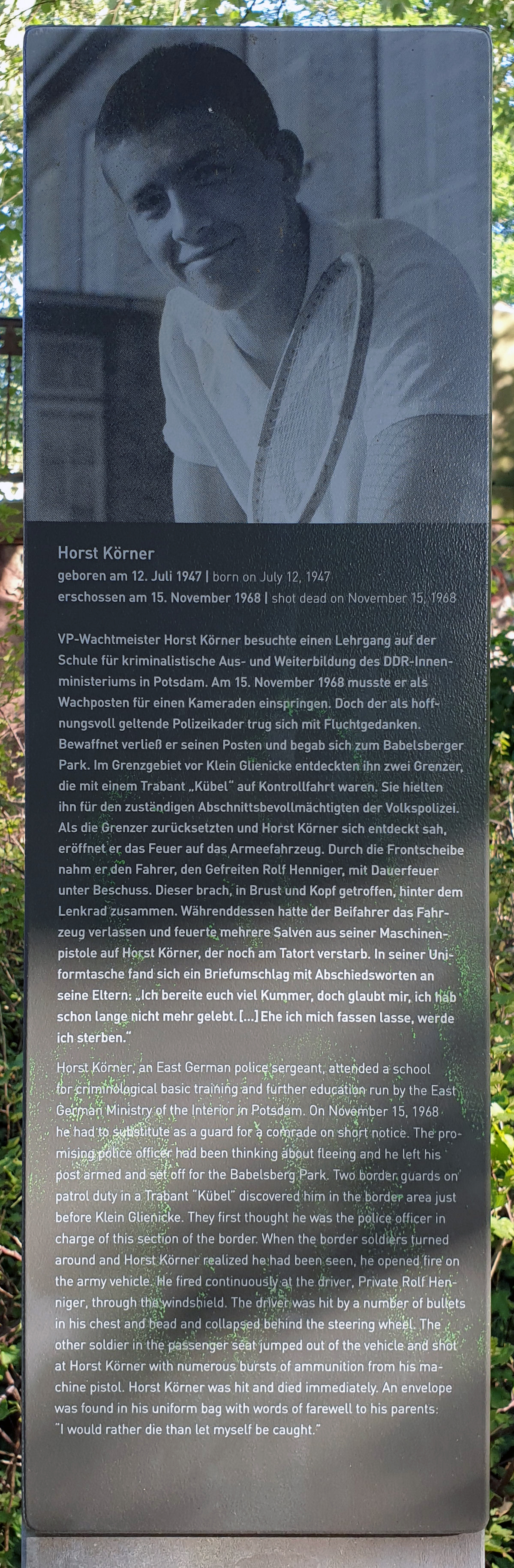
Gedenktafel in Klein Glienicke

Horst Körner (* 12. Juli 1947 in Wolfen; † 15. November 1968 in Potsdam) war ein Todesopfer an der Berliner Mauer. Bei einem Fluchtversuch aus der DDR wurde er bei einer Schießerei mit Angehörigen der Grenztruppen der DDR erschossen, nachdem er den Grenzsoldaten Rolf Henniger getötet hatte.

## Leben
Nach der Mittleren Reife besuchte er die Berufsschule des VEB Filmfabrik Wolfen. Dort erlernte er den Beruf des Mechanikers und legte 1967 gleichzeitig die Abiturprüfungen ab. Er war Mitglied der SED. Anschließend ging er als VP-Anwärter zur Kriminalpolizei in Bitterfeld. An der dortigen Tätigkeit im Bereich Eigentumsdelikte verlor er 1968 das Interesse, beantragte seine Entlassung und bewarb sich an der Fachhochschule für Veterinärmedizin. Seinen Entlassungsantrag zog er später zurück. Im September 1968 wurde er zur kriminaltechnischen Grundausbildung nach Potsdam versetzt.
Am 15. November 1968 war er zwischen 21 Uhr und 23 Uhr als Wachposten vor der kriminalpolizeilichen Schule tätig. Von seinem Posten setzte er sich ab und begab sich über nahe gelegene Gleisanlagen zur Grenze. Er war bewaffnet, ließ allerdings einen Teil seiner Ausrüstung auf dem Weg liegen. Sein Verschwinden wurde bei der Wachablösung um 23 Uhr entdeckt. Zur gleichen Zeit entdeckten zwei Grenzsoldaten in ihrem Dienstwagen in der Nähe der Glienicker Brücke den uniformierten Horst Körner. Sie hielten ihn für den Abschnittsbevollmächtigten und wollten ihre Kontrollfahrt fortsetzen. Horst Körner sah sich jedoch ertappt und eröffnete das Feuer auf die beiden Soldaten. Durch die Frontscheibe des Wagens traf er den Fahrer Rolf Henniger mehrfach tödlich. Der zweite Grenzsoldat konnte das Fahrzeug verlassen und das Feuer erwidern. Von mehreren Schüssen getroffen brach Horst Körner zusammen und verstarb vor Ort.
Die Eltern von Horst Körner wurden am nächsten Tag vom Ministerium für Staatssicherheit, das den Leichnam einäschern ließ, über den Tod informiert. Der Vorfall wurde in der DDR-Presse veröffentlicht, ohne den Namen von Horst Körner zu nennen. Rolf Henniger wurde zum Helden hochstilisiert und in seinem Geburtsort Saalfeld unter öffentlicher Anteilnahme beigesetzt. Ein nach der deutschen Wiedervereinigung gegen den zweiten Grenzsoldaten eingeleitetes Ermittlungsverfahren wurde 1994 wegen Notwehr eingestellt.